# Rabb József
Rabb József (művésznevén Pécsi Rabb Jóska) (Baranyajenő, 1915. december 9. – Pécs, 2007. március 6.) magyar énekművész, magyarnóta-énekes, a pécsi és budapesti rádió meghatározó alakja az 1950-es, 60-as években.

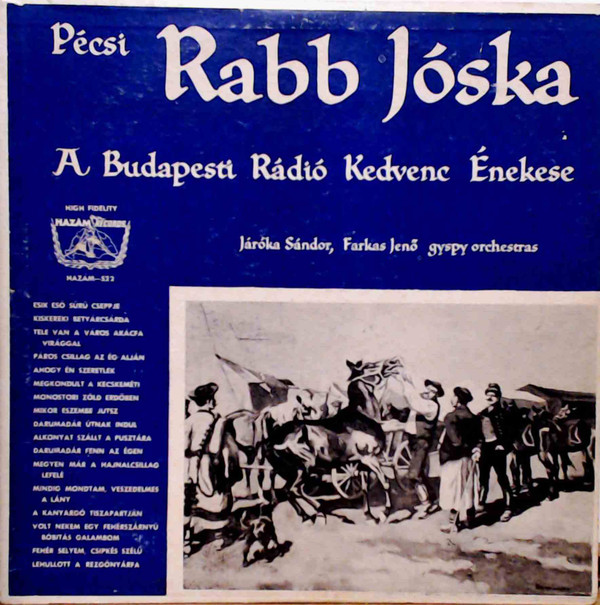
A „Hazám Records” amerikai-magyar lemezkiadó által kiadott lemeze

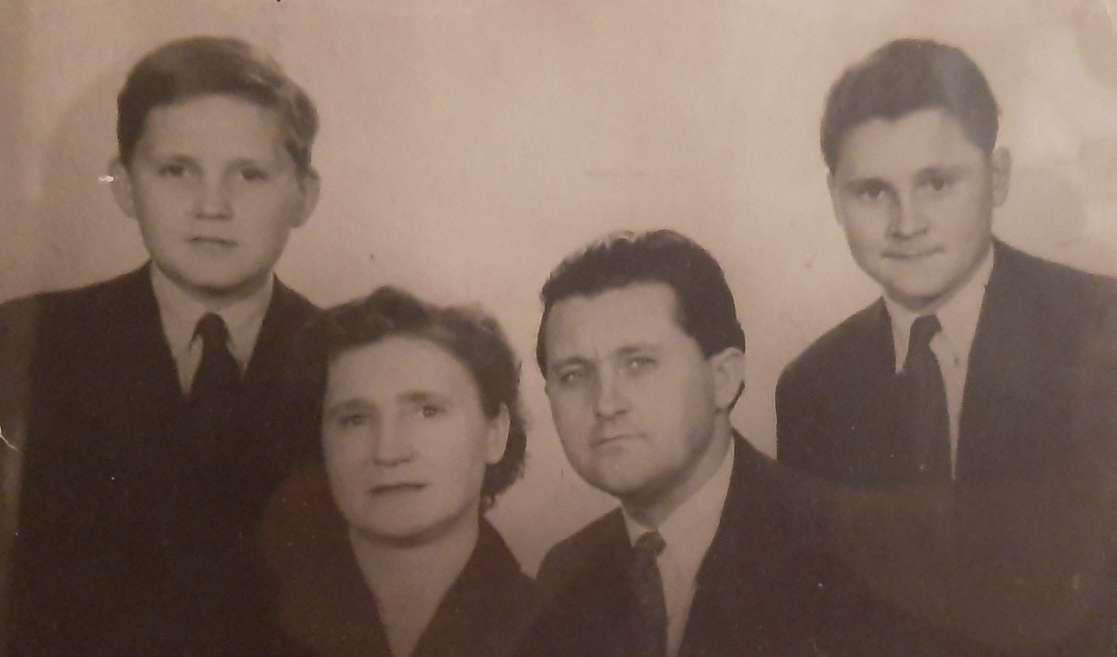
Rabb József és családja (1955)

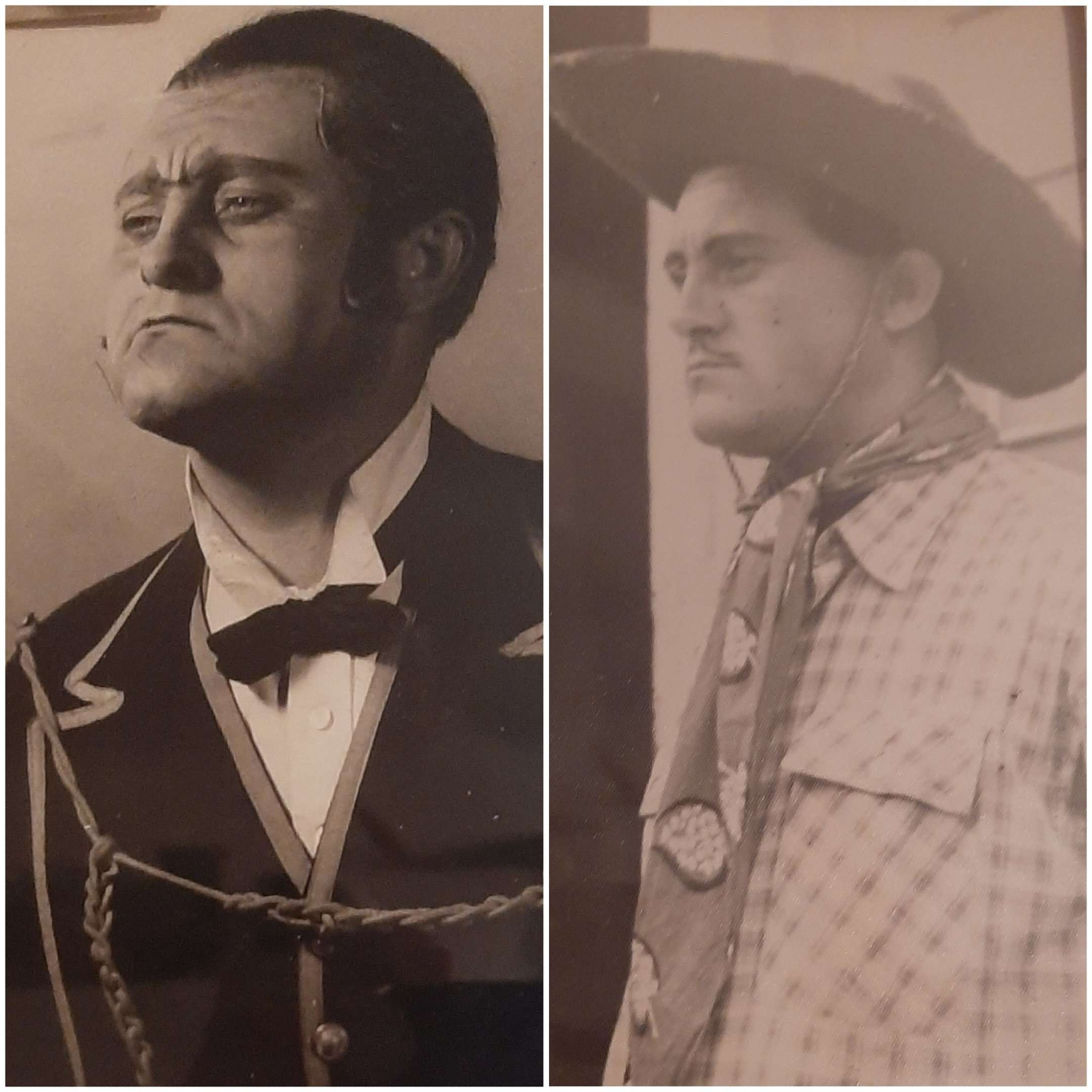
Rabb József a Pécsi Nemzeti színházban (1950-es évek)

## Élete
Rabb József, 1915-ben született Baranyajenőn. 1937-ben vette feleségül Rapp Máriát, aki a Zsolnay porcelángyárban dolgozott. Bányászként az 1940-es évek elején kezdett Pécsbányatelepen dolgozni, majd később az István-aknánál is. Színházi pályafutása a negyvenes évek végén kezdődött a békéscsabai kórustalálkozón. Ott, Antal György a Zeneművészeti Szakiskola igazgatója „fedezte fel”. Így tanult magánúton Pécsett 1955-ig, de közben már 1951 augusztusában a Pécsi Nemzeti Színházhoz került. 1957 decemberében elhagyta a színházat, viszont énekesi karrierjét folytatni tudta. Ahogy egy interjúban fogalmazott: „Énekeltem meghívásra, felléptem mindenütt, ahova csak hívtak.”[forrás?] Egészen haláláig énekelt, legtöbbször a pécsi Borostyán, a Rózsakert vendéglőben, illetve az Ifjúsági Házban lépett fel. Nyugdíjas éveit bálicsi otthonában töltötte, ahol szőlőse illetve gyümölcsöse volt.
2007-óta a Pécsi köztemetőben nyugszik.

## Munkássága
- Bányász (Pécsbányatelep, 1946)
- Magyarnóta-énekes (1950–1980)
- Színész, kórustag (Pécsi Nemzeti Színház, 1951–1957)
- Üzemeltető, kocsmáros (Keszü, Görcsöny, Baranya Megyei Vendéglátó Vállalat)

## Nótái
„Sok hallgató még ma is kéri a Pécsi Rádiótól, Rabb Jóska "lemezeit". Dalait nem lemezek, hanem szalagok őrzik, tudomása szerint 45 dalt.” - írta Rab Ferenc (az 1987-es kalendárium, Rabb Józseffel készített interjújában)
Nótái, az 1962-ben ”Hazám Records” amerikai lemezkiadó által 3000 példányban kiadott lemezéről:
- Megyen már a hajnalcsillag lefelé
- Alkonyat szállt a pusztára
- Darumadár útnak indul
- Megkondult a kecskeméti öregtemplom nagyharangja
- Mikor eszembe jutsz, mintha tavasz volna
- Esik eső sűrű cseppje
- Ahogy én szeretlek
- Lehullott a rezgő nyárfa
- Darumadár fenn az égen
- Páros csillag az ég alján
- A kanyargó Tisza partján
- Kiskereki betyárcsárda
- Tele van a város akácfa virággal
- Mindig mondtam, veszedelmes a lány
- Volt nekem egy fehérszárnyú bóbitás galambom
- Fehér selyem, csipkés szélű

## Családfája
| Rabb József (Baranyajenő, 1915. dec. 09. - Pécs, 2007. márc. 6.) magyarnóta énekes, énekművész | Fia: Rabb József (Pécs, 1941. júl. 10. - )                   | Unokája: Rabb József (Pécs, 1971. jan. 4. - )  | Dédunokája: Rabb Boldizsár (Pécs, 2005. dec. 23. - )   |
| Rabb József (Baranyajenő, 1915. dec. 09. - Pécs, 2007. márc. 6.) magyarnóta énekes, énekművész | Fia: Rabb József (Pécs, 1941. júl. 10. - )                   | Unokája: Rabb Zoltán (Pécs, 1973 febr. 16. - ) | Dédunokája: Rabb Karola (Pécs, 2005. ápr. 5. - )       |
| Rabb József (Baranyajenő, 1915. dec. 09. - Pécs, 2007. márc. 6.) magyarnóta énekes, énekművész | Fia: Rabb József (Pécs, 1941. júl. 10. - )                   | Unokája: Rabb Zoltán (Pécs, 1973 febr. 16. - ) | Dédunokája: Rabb Marcell (Pécs, 2003. szept. 19. - )   |
| Rabb József (Baranyajenő, 1915. dec. 09. - Pécs, 2007. márc. 6.) magyarnóta énekes, énekművész | Fia: Rabb Tibor (Dárda, 1943. júl. 11. - Pécs, 1986. febr. ) | Unokája: Rabb Tibor (Pécs, 1968. ápr. 3. - )   | Dédunokája: Rabb Norbert (Pécs, 1997. szept. 9. - )    |
| Rabb József (Baranyajenő, 1915. dec. 09. - Pécs, 2007. márc. 6.) magyarnóta énekes, énekművész | Fia: Rabb Tibor (Dárda, 1943. júl. 11. - Pécs, 1986. febr. ) | Unokája: Rabb Éva (Pécs, 1970 aug. 11. - )     | Dédunokája: Rabb Zsanett (Pécs, 1992. nov. 11 - )      |
| Rabb József (Baranyajenő, 1915. dec. 09. - Pécs, 2007. márc. 6.) magyarnóta énekes, énekművész | Fia: Rabb Tibor (Dárda, 1943. júl. 11. - Pécs, 1986. febr. ) | Unokája: Rabb Éva (Pécs, 1970 aug. 11. - )     | Dédunokája: Vasvári Benjamin (Pécs, 2006. júl. 21. - ) |
| Rabb József (Baranyajenő, 1915. dec. 09. - Pécs, 2007. márc. 6.) magyarnóta énekes, énekművész | Fia: Rabb Tibor (Dárda, 1943. júl. 11. - Pécs, 1986. febr. ) | Unokája: Rabb Éva (Pécs, 1970 aug. 11. - )     | Dédunokája: Rabb Roland (Pécs, 1994. okt. 14. - )      |